# Cantó de Valognes
El cantó de Valognes és un cantó francès del departament de la Manche, situat al districte de Cherbourg-Octeville. Té 9 municipis i el cap es Valognes.

## Municipis
- Brix
- Huberville
- Lieusaint
- Montaigu-la-Brisette
- Saint-Joseph
- Saussemesnil
- Tamerville
- Valognes
- Yvetot-Bocage

## Història
| Data d'elecció                           | Identitat       | Partit                       | Qualitat |
| ---------------------------------------- | --------------- | ---------------------------- | -------- |
| 1945-1968                                | Henri Cornat    | CNIP, després RI             |          |
| 1968-1979                                | Pierre Godefroy | UDR, després RPR             |          |
| 1979-2004                                | Claude Gatignol | RI, després UDF, després UMP |          |
| 2004-                                    | Yves Néel       | PS                           |          |
| les dades anteriors no són pas conegudes |                 |                              |          |
|                                          |                 |                              |          |

## Demografia
| A partir de 1990: Població sense dobles comptes |